# 東宮鉄男
東宮 鉄男（とうみや かねお、旧字体：東宮 鐵男、1892年（明治25年）8月17日 - 1937年（昭和12年）11月14日）は、日本の陸軍軍人。「満洲移民の父」と呼ばれた。
満洲を中心に活動した。張作霖爆殺事件の実行者であり、満洲への移民を推進した中心人物として知られる。日中戦争初期の1937年、歩兵第102連隊大隊長として中国で戦死した。死後特進し陸軍大佐となる。

## 出自
1892年（明治25年）8月17日、群馬県勢多郡宮城村大字苗ヶ島で9人兄弟の末弟として生まれる。父は群馬県士族で村長も務めた東宮吉勝。旧制前橋中学校利根分校で3年間学んだ後、同本校に編入し1911年（明治44年）卒業。1912年（大正元年）12月1日士官候補生として近衛歩兵第3連隊入隊。1913年（大正2年）12月1日陸軍士官学校に入学し1915年（大正4年）5月25日に卒業（27期）。同年12月25日に陸軍歩兵少尉に任官し、近衛歩兵第3連隊附を命ぜられる。
1919年（大正8年）4月に中尉に進級。翌年6月歩兵第50連隊附に移り、シベリア出兵に参加。この時赤軍の強さを実感し、ソ連のコサック兵をモデルとする武装農民の必要性を痛感、対抗策を模索し始める。
1923年（大正12年）1月から1年間広東に私費留学し、中国語を身につけた。1925年（大正14年）8月大尉に進級し、1926年（大正15年）3月近衛歩兵第3連隊中隊長を命ぜられた。同年12月独立守備隊第2大隊中隊長に就き、奉天に屯在する。

## 張作霖爆殺事件
1928年（昭和3年）6月4日の張作霖爆殺事件に於いて、実行者として爆破スイッチを押したという。

### 背景
当時の中国は各地で軍閥が跋扈しており、その一人である張作霖は北平において安国軍政府を樹立し、「陸海軍大元帥」を自称していた。馬賊出身の張が満洲の王者になれたのは日本軍の支援の結果であったが、15万人の兵力をもつまでに成長、さらに華北に進出すると、米英に接近、日本の利権を脅かし、また、中国本土進出への野心を示しながら、たびたび失敗する張に日本側の懸念も高まり、関東軍には張を排除し、傀儡政権を立てるなり、より直截に満洲を支配しようという意向が強まっていた。1926年（大正15年）7月から蔣介石を総司令とする国民革命軍が北伐を始め、張作霖軍を討つ事を目論む。北平にあった張作霖は本拠である満洲へ戻ろうとするが、張作霖の帰満が戦略に影響することを恐れた関東軍もまた張作霖軍の武装解除を企図した。
しかし、武装解除の作戦地域として想定した錦州は関東軍の衛戍地である南満洲鉄道附属地からはずれることから出兵は海外派兵にあたり、手続きの段階で関東軍と参謀本部、政府との調整が取れず、この時点で関東軍は動きを起こせなくなった。そこで関東軍は派兵のために既成事実を作って政府には事後承認を得ることとする。張作霖事件はその一環で、関東軍高級参謀の河本大作大佐を中心に謀られた。

### 実行
1928年（昭和3年）6月4日、東宮は事前に小部隊を率いて爆破地点の皇姑屯に潜み、午前5時23分、張作霖を乗せた列車が奉天郊外約2キロの京奉鉄道線と南満洲鉄道（満鉄）連春線が交叉する鉄橋に差し掛かったところで爆破のスイッチを押した。橋脚に仕掛けられた黄色火薬30袋が炸裂して張作霖の乗る9号車貴賓車を含む4輛が大破、うち2輛が炎上した。河本らはこれを中国人の謀略と見せかけるために、中国人阿片中毒者を調達、殺害して、懐中に国民革命軍のしるしがある手紙をしのばせ、屍体を現場附近に放置した。張作霖は絶命せず密かに自宅へ運ばれ、ここで息絶えた。当時この事件は「満洲某重大事件」と呼ばれ、一般国民には真相は秘匿されていた。

### 事後
事件とその事後処理を巡って内閣総理大臣の田中義一は昭和天皇の𠮟責を受け総辞職することとなるが、以後も国民には秘匿され、世間に広く知られるようになったのは戦後になってからである。
事件後の1929年（昭和4年）8月東宮は岡山にある歩兵第10連隊中隊長に移る。東宮は1930年（昭和5年）3月の日記に、「男子として、河本大佐一人を犠牲にするにしのびない。退職後は河本大佐と一緒に国家的事業につくことができれば、もっとも望むところである。」と記しており、退職を覚悟していたが、連隊長の小畑敏四郎に慰留されたという。
この時歩兵第10連隊には後に作家となる棟田博が伍長勤務上等兵で将校集会所当番長として勤務していた。棟田は戦後「日本陸海軍のリーダー総覧」において、東宮は将校団に馴染もうとせず、他の将校も敬遠していたと回想している。軍上層部は張作霖事件のほとぼりが冷めるまで岡山へ移したものだという。岡山での東宮は、中隊長着任の挨拶を営倉に入倉している部下のところへわざわざしに行ったり、中隊標語で「よし、やりぬこう」という、おおよそ標語らしからぬ言葉を示すなど、一風変わった振る舞いを見せた。しかし勇猛果敢な中隊長で、その純情熱血はあらゆる人を感化し、上司の誰もが至誠の人と評価するようになった。また、人情中隊長として連隊中に知らない者はなく、他の中隊では東宮中隊を羨望したぐらいであった。1930年（昭和5年）10月から6ヶ月間、千葉の陸軍歩兵学校に甲種学生として在学した。1931年（昭和6年）12月、渡満の際には出征と変わらないほどの見送り人がいて、第3中隊の多くは、中隊長と別れるのが辛くて泣いたという。

## 武装移民団
爆殺事件後、東宮は満蒙開拓移民の構想を抱き、しばしば上申した。この構想は満洲を日本の生命線としていた関東軍首脳の興味をとらえた。
1931年（昭和6年）12月に満洲出張を命ぜられ、翌年4月関東軍司令部附を補職され、満洲国軍政部顧問に就任、満洲国軍吉林省警備軍軍事教官を務める。この時、拓務省、水戸市の農業訓練所長で農本主義者の加藤完治らと組んで、日本国内から満洲への移民を推進した。加藤とは石原莞爾を介して1932年（昭和7年）7月14日、大連の大星ホテルで会ったと『東宮鉄男伝』は記録している。
なお両者の目的には少しずれがあった。加藤らの目的は日本人による農本主義の実践にあったようだが、東宮の目的は国境附近に開拓団という独立した朝鮮人を主体とする共同体を定住させることで、非常時は防衛拠点・兵站として活用できること、国境附近の匪賊（馬賊）が周辺の一般民衆と結びつく事を抑制できることという2つの点をメリットとして移民（武装農業移民とも言われる）を推進するというものであった。
結局、東宮は、加藤の日本人主体の移民案を受け入れ、1932年（昭和7年）10月、在郷軍人会所属の独身男性からなる第一次武装移民団を結成する。第一次移民492人はこの年の秋に満洲の佳木斯(ジャムス)に発った。ところが、まだこの時点で入植地は決まっていず、佳木斯に到着そうそうに佳木斯城外に匪賊の襲撃があり、移民団は船内で過ごすことになる。翌朝、港の倉庫を修理した程度の兵舎に入り、そのまま翌年2月まで滞在、その間、駐屯していた関東軍が撤退し移民団が戦うことになり、死者も出ている。団員の動揺著しかったためか、1933年2月11日紀元節に先遣隊が佳木斯を出発したが、実はこの時点でも入植地は決まっていなかった。3月28日、地元県知事唐純礼、民間人代表孫徳増、屯墾隊長市川恭平、屯墾顧問東宮の用地議定書の調印が行われているが、井出孫六は、強引に進駐し、そのあとで土地取得の交渉をしたのではないかと考えている。入植地は弥栄村（いやさかむら）と改称された。団は佳木斯屯墾軍第一大隊と呼ばれる。同年7月には西隣りに第二次移民が入植、千振村となった。翌年の7月には移民政策の一環として「新日本の少女よ大陸へ嫁げ」を作詞し、「大陸花嫁」を募集した。
開拓地は、満鉄子会社の東亜勧業により、地元農民から法外に安い値段で事実上強制的に買収して移民団のために用意した。団は独身男性ばかりで武装していたため、周辺地元住民に対する掠奪・強姦事件も頻発し、「匪賊よりも恐ろしい日本人移民」といわれるなど、問題も多発した。1934年には強引な土地取上げに反対する土竜山事件が起こり、弥栄村・千振村は襲撃を受けている。その他、これら初期の武装移民団は、病気や精神疾患により大量に脱落し、また移民生活への不満から規律が大きく乱れ、移民団幹部排斥運動なども発生し、多くの問題を抱えた。そのため、4次募集からは、独身移民ではなく家族移民の推進へと、方針を転換した。試験移民は最終年度の1936年まで4次にわたって行われた。やがて、本格的な移民計画が始まり、次第に安定化した。

## 日中戦争での戦死
1933年（昭和8年）8月少佐に進級。9月23日、匪賊との戦闘で右胸に銃弾を受け、ハルピン衛戍病院に入院。
盧溝橋事件勃発翌月の1937年（昭和12年）8月、内地帰還と歩兵第2連隊附を命ぜられる。同年10月、新たに編成された歩兵第102連隊大隊長に進み、11月中佐に進級する。102連隊は日中戦争への動員で杭州湾に上陸する。東宮は柳川平助中将指揮する第10軍麾下の一隊として部下の先頭に起って前進中の11月14日、浙江省平湖県（上海の南西）の草原でクリーク（水路）から上がる際に左胸に被弾。部下に鉛筆とノートを出させ「うれしさや秋晴れの野に部下と共」と辞世の句をしたためて絶命した。死後大佐へ特進する。後年、郷里にて記念事業委員会が設けられたほか、佳木斯に「東宮記念館」が建てられ、1939年（昭和14年）に伝記『東宮鉄男伝』が刊行された（非売品）。1942年（昭和17年）に北条秀司によって劇『東宮大佐』が書かれ、同年東京・有楽座（東宮鉄男を辰巳柳太郎が演じた）、大阪・北野劇場で上演された。
前橋市苗ヶ島町の墓所は前橋市指定史跡（昭和53年4月1日指定）となっている。

## 年譜
- 大正4年
  - 5月25日- 陸軍士官学校退校、見習士官。
  - 12月25日 - 歩兵少尉、補近衛歩兵第三連隊附。
- 大正5年
  - 3月20日 - 正八位。
  - 9月1日 - 免本職近衛歩兵第三連隊附被仰付。
  - 12月26日 - 補近衛歩兵第三連隊附。
- 大正8年
  - 4月15日 - 歩兵中尉。
  - 6月20日 - 従七位。
- 大正9年
  - 6月5日 - 歩兵第五十連隊附被仰付。
  - 11月1日 - 勲六等旭日章。
- 大正13年
  - 8月15日 - 正七位。
  - 12月11日 - 陸軍歩兵学校第一回乙種学生として入校。
- 大正14年
  - 3月28日 - 陸軍歩兵学校卒業退校。
  - 8月7日 - 歩兵大尉、補近衛歩兵第三連隊大隊副官。
- 大正15年
  - 3月11日 - 免本職、補近衛第三連隊中隊長。
  - 12月22日 - 免本職、補独立守備歩兵第二大隊中隊長。
- 昭和2年5月25日 - 勲五等瑞宝章。
- 昭和4年
  - 8月1日 - 補歩兵第十連隊中隊長。
  - 10月1日 - 従六位。
- 昭和5年10月1日 - 甲種学生として陸軍歩兵学校入校。
- 昭和6年3月28日 - 陸軍歩兵学校退校。
- 昭和7年
  - 1月12日 - 吉林鉄道守備隊教官長として長春、吉林鉄道守備隊司令部に着任。
  - 4月11日 - 関東軍司令部附被仰付。
  - 4月16日 - 満洲国陸軍軍事教官。
  - 6月6日 - 関東軍司令部編入下命、関東軍司令部附。同日満洲国陸軍軍事教官。
  - 6月14日 - 勲四等瑞宝章。
- 昭和8年8月1日 - 歩兵少佐。
- 昭和9年
  - 4月29日 - 功五級金鵄勲章、勲四等旭日章。
  - 6月1日 - 関東軍司令部附。同日満洲国軍政部顧問引続き事務勤務。
  - 11月1日 - 正六位。
  - 12月14日 - 三江省警務顧問兼勤。
  - 12月26日 - 関東軍司令部附。同日満洲国軍政部顧問。
- 昭和12年
  - 11月1日 - 歩兵中佐。
  - 11月14日 - 歩兵大佐、正五位勲四等功四級金鵄勲章。
- 同月 - 勲三等旭日中綬章、勲三位錫景雲章彰。

## 親族
- オノサト・トシノブ - 鉄男の妻・操の実弟。
- 東宮七男 - 詩人。鉄男の従弟にあたる。